# Elisabet Paisieva

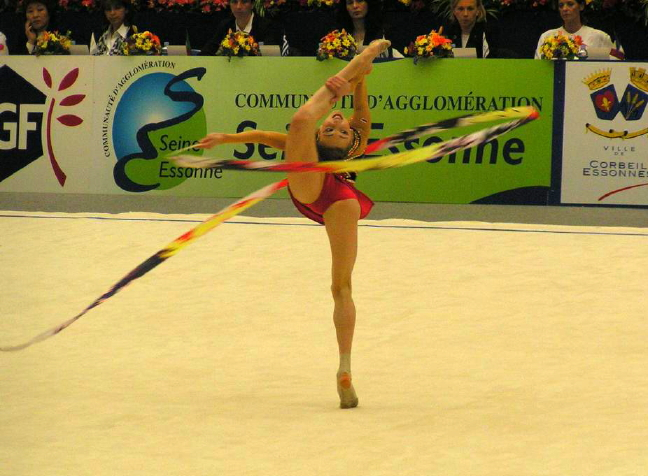
Elisabet Paisieva en 2004 en Corbeil-Essonnes.

Elisabet Paisieva (en búlgaro, Елизабет Паисиева) es una ex gimnasta rítmica búlgara nacida en Sofía el 17 de diciembre de 1986. 

## Trayectoria
Se formó en el club Iliana, que había sido fundado por Iliana Raeva. Su entrenadora fue Stela Salapatiyska, que había destacado como gimnasta en la década de los 90.
En el campeonato del mundo de 2001 de Madrid, tras la descalificación por dopaje de Alina Kabaeva y de Irina Tchachina, obtuvo la medalla de bronce por equipos además de ser quinta en la final de cuerda y sexta en la de mazas. Al año siguiente, en el campeonato de Europa celebrado en Granada fue nuevamente medalla de bronce por equipos y finalizó en decimocuarto lugar en el concurso completo individual.
En 2003, participó en el campeonato europeo de Riesa donde su resultado más destacado fue un séptimo puesto en cinta. Ese mismo año obtuvo una medalla de bronce en la final individual de cinta en el campeonato del mundo de Budapest, campeonato donde finalizó quinta en el concurso general y también quinta en la final de aro. 
Participó también en el campeonato de Europa de 2004 de Kiev, donde en principio era la gimnasta más destacada de Bulgaria ante la ausencia de Simona Peycheva pero la federación de su país decidió retirarla a mitad de competición tras considerar que su representante estaba siendo seriamente perjudicada por las notas otorgadas por las jueces.
En el campeonato del mundo de 2005 de Bakú fue décima en el concurso completo y octava en la final de cuerda, mientras en el campeonato del mundo de 2007 celebrado en Patras fue cuarta por equipos y decimoquinta en el concurso completo individual.
Con respecto su participación olímpica, compitió en los juegos de Atenas 2004, donde obtuvo el duodécimo lugar en el concurso general y en los de Pekín 2008, donde fue decimonovena.